# Pälkäne
Pälkäne is een gemeente in de Finse provincie West-Finland en in de Finse regio Pirkanmaa. De gemeente heeft een landoppervlakte van 560,72 km² en telt 6.347 inwoners (2022).

## Geboren in Pälkäne
- Mikko Leppilampi (1978), acteur en muzikant